# اشتباكات العديسة 2010
اشتباكات عديسة هي اشتباكات وقعت في ظهر يوم الثلاثاء 3 أغسطس، 2010 بين وحدات من الجيش اللبناني وجيش الدفاع الإسرائيلي في قرية عديسه الحدودية. أسفرت عن مقتل 3 جنود لبنانيين، ومدني، كما قتل قائد كتيبة دبابات إسرائيلي برتبة مقدم وأصيب جنديين آخرين. وصفت هذه الاشتباكات بأنها الأكثر خطورة منذ حرب لبنان 2006. بحسب الرواية اللبنانية بدأت الاشتباكات بعد أن اخترقت وحدات عسكرية إسرائيلية ما يعرف باسم الخط التقني، كان الإسرائيليون يحاولون اقتلاع بعض الأشجار، بهدف تركيب كاميرا. وأصدرت وزارة الخارجية الإسرائيلية بيانًا حملت فيه الحكومة اللبنانية والجيش اللبناني مسؤولية الاشتباكات. وتقدم الطرفان اللبناني والإسرائيلي بشكوى للأمم المتحدة.

## الاشتباكات
بدأت الاشتباكات بعد أن اخترقت وحدات عسكرية إسرائيلية «الخط التقني» الفاصل بين لبنان وإسرائيل، وأراد الإسرائيليون اقتلاع أشجار، ونصب كاميرا للمراقبة. وبعد أن بدأ إطلاق النار ووقع القتلى والضحايا، استخدم الجيش الإسرائيلي مكبرات الصوت لطلب وقف إطلاق النار لإجلاء الجرحى وذلك بسبب قطع الجيش الإسرائيلي شجرة على طريق عديسة التي قالت اليونيفيل أن هذه الشجرة تقع جنوب الخط الأزرق من الجانب الإسرائيلي. التي قال وزير الإعلام اللبناني أن هذه الشجرة تقع على أرض لبنانية.

## ردود الفعل

### طرفي النزاع

#### لبنان
ميشال سليمان: أدان الرئيس اللبناني ميشال سليمان الخرق الإسرائيلي للقرار الأممي 1701. وتقدمت لبنان بشكوى إلى الأمم المتحدة. وأعلن وزير الدفاع اللبناني إلياس المر عن إنشاء صندوق تبرعات للجيش اللبناني، يهدف إلى جمع التبرعات من اللبنانيين المقيمين والمغتبرين، وقد أنشأ حساب في مصرف لبنان لهذا الغرض.
وهدد الأمين العام حسن نصر الله بقطع اليد الإسرائيلية إذا تمادت على الجيش اللبناني كما اتهم إسرائيل بتدبير اغتيال رفيق الحريري.

#### إسرائيل
رمى قائد المنطقة الشمالية الرائد غادي ايزنكوت بالتهمة على الجيش اللبناني وأكد أنهم خططوا لكمين للجنود الإسرائيلين، كما أنذر وزير الدفاع اللبنانيين بحرب إذا تكرر هذا الاعتداء.

### دول أخرى
- مصر: قال وزير الخارجية أحمد أبو الغيط أن مصر تدين بشكل كامل الاستفزازات الإسرائيلية، مؤكدًا على دعم لبنان، ودعا الطرفين إلى ضبط النفس وأكد على ضرورة احترام قرار مجلس الأمن رقم 1701.[9]

## وصلات خارجية
- مواجهات بين الجيش اللبناني والعدو الإسرائيلي في العديسة الجيش اللبناني